# Histoire littéraire de la France
Die Histoire littéraire de la France ist ein Monumentalwerk, das (Stand 2008) aus 18000 Seiten in 43 Bänden besteht. Es wurde 1733 von den Benediktinern der Mauriner-Kongregation auf Initiative von Antoine Rivet de La Grange begonnen, die innerhalb von 30 Jahren (1733–1763) die ersten zwölf Bände publizierten. Nach einer Unterbrechung wurde die Arbeit 1814 von der Académie des inscriptions et belles-lettres wiederaufgenommen, die seitdem den Fortgang sicherstellt. Von 1865 bis 1892 wurden die ersten 16 Bände von Paulin Paris bis auf Fehlerkorrekturen unverändert neu herausgegeben.
Nach einer erheblichen Verlangsamung in den letzten Jahrzehnten hat sich das Tempo der Veröffentlichungen dank der im März 1999 von der Kommission zur Literaturgeschichte Frankreichs (Commission de l’Histoire littéraire de la France) im März 1999 gefassten Entscheidung, die Veröffentlichungen nicht länger in chronologischer Reihenfolge vorzunehmen, beschleunigt.

## Hauptmitarbeiter
- Bände 1 bis 9: Antoine Rivet de La Grange (1683–1749), hauptsächlich
- Bände 10 bis 12: Charles Clémencet und François Clément
- Bände 13 bis 20: Académie des inscriptions et belles-lettres, vor allem Pierre-Claude Daunou
- Bände 20 bis 24 (1842–1863): Joseph-Victor Leclerc
- Bände 25 bis 31 (1869–1893): Barthélemy Hauréau
- Bände 32 bis 34 (1898–1917): Paul Meyer
- Bände 35 bis 36 (1921–1926): Charles-Victor Langlois
- Bände 37 bis 38 (1938–1949): Mario Roques
- Bände 39 bis 41 (1962–1981): Charles Samaran

## Veröffentlichte Bände
| Band | Jahr | Titel | Digitalisat      |
| ---- | ---- | --- | ---------------- |
| 1/1  | 1733 | Les tems qui ont précedé la naissance de Jesus-Christ, et les trois premiers siécles de l'Église | Google Books     |
|      | 1865 | Les tems qui ont précedé la naissance de Jesus-Christ, et les trois premiers siécles de l'Église. Réédition à Paris chez Victor Palmé                                                                                                | Internet Archive |
| 1/2  | 173? | Le quatrième siècle de l'Église |                  |
|      | 1865 | Le quatrième siècle de l'Église. Réédition à Paris chez Victor Palmé | Internet Archive |
| 2    | 1735 | Les cinquième siècles de l'Église (sic!) | Google Books     |
|      | 1865 | Le cinquième siècle de l'Église. Réédition à Paris chez Victor Palmé | Internet Archive |
| 3    | 1735 | Les sixième et septième siècles de l'Église | Google Books     |
|      | 1866 | Le cinquième siècle de l'Église (sic!). Réédition à Paris chez Victor Palmé | Internet Archive |
| 4    | 1738 | Le huitième siècle et partie du neuvième, jusqu'à 840, inclusivement | Google Books     |
|      | 1866 | Les huitième et neuvième siècles de l'Église. Réédition à Paris chez Victor Palmé | Internet Archive |
| 5    | 1740 | La suite du neuvième siècle de l'Église jusqu'à la fin | Google Books     |
|      | 1866 | La suite du neuvième siècle de l'Église jusqu'à la fin. Réédition à Paris chez Victor Palmé | Internet Archive |
| 6    | 1742 | Le dixième siècle de l'Église | Google Books     |
|      | 1867 | Le dixième siècle de l'Église. Réédition à Paris chez Victor Palmé | Internet Archive |
| 7    | 1746 | Les soixante-huit premières années du onzième siècle de l'Église | Google Books     |
|      | 1867 | Le onzième siècle de l'Église. Réédition à Paris chez Victor Palmé | Internet Archive |
| 8    | 1747 | Le reste du onzième siècle de l'Église | Google Books     |
|      | 1868 | Le reste du onzième siècle de l'Église. Réédition à Paris chez Victor Palmé | Internet Archive |
| 9    | 1750 | Le commencement du douzième siècle de l'Église | Google Books     |
|      | 1868 | Le commencement du douzième siècle de l'Église. Réédition à Paris chez Victor Palmé | Internet Archive |
| 10   | 1756 | | Google Books     |
|      | 1868 | La suite du douzième siècle de l'Église jusqu'à l'an 1124. Réédition à Paris chez Victor Palmé | Internet Archive |
| 11   | 1759 | La suite du douzième siècle de l'Église jusqu'à l'an 1141 | Google Books     |
|      | 1841 | La suite du XIIe siècle de l'Église jusqu'à l'an 1141. Réédition à Paris chez Firmin Didot ainsi que Treuttel et Wurtz | Internet Archive |
| 12   | 1763 | La suite du XIIe siècle de l'Église jusqu'à l'an 1167 | Google Books     |
|      | 1830 | La suite du XIIe siècle de l'Église jusqu'à l'an 1167. Réédition à Paris chez Firmin Didot ainsi que Treuttel et Wurtz | Internet Archive |
| 13   | 1814 | Suite du douzième siècle | Internet Archive |
|      | 1814 | Suite du douzième siècle. Réédition à Paris chez Victor Palmé | Gallica          |
| 14   | 1817 | Suite du douzième siècle | BSB              |
|      | 1869 | Suite du douzième siècle. Réédition à Paris chez Victor Palmé | Internet Archive |
| 15   | 1820 | Suite du douzième siècle | Internet Archive |
|      | 18?? | Suite du douzième siècle. Réédition à Paris chez Victor Palmé | Gallica          |
| 16   | 1824 | Treizième siècle | Google Books     |
|      | 1892 | Treizième siècle. Réédition à Paris chez Victor Palmé | Internet Archive |
| 17   | 1832 | Suite du treizième siècle, jusqu'à l'an 1226 | Internet Archive |
| 18   | 1835 | Suite du treizième siècle, jusqu'à l'an 1255 | Internet Archive |
| 19   | 1838 | Suite du treizième siècle, années 1256-1285 | Internet Archive |
| 20   | 1842 | Suite du treizième siècle, depuis l'année 1286 | Internet Archive |
| 21   | 1847 | Suite du treizième siècle, depuis l'année 1296. Suppléments | Internet Archive |
| 22   | 1852 | Suite du treizième siècle | Internet Archive |
| 23   | 1856 | Fin du treizième siècle | Internet Archive |
| 24   | 1862 | Quatorzième siècle | Internet Archive |
| 25   | 1869 | Suite du quatorzième siècle | Internet Archive |
| 26   | 1873 | Suite du quatorzième siècle | Internet Archive |
| 27   | 1877 | Suite du quatorzième siècle | Internet Archive |
| 28   | 1881 | Suite du quatorzième siècle | Internet Archive |
| 29   | 1885 | Suite du quatorzième siècle | Internet Archive |
| 30   | 1888 | Suite du quatorzième siècle | Internet Archive |
| 31   | 1893 | Quatorzième siècle | Internet Archive |
| 32   | 1898 | Suite du quatorzième siècle | Internet Archive |
| 33   | 1906 | Suite du quatorzième siècle | Internet Archive |
| 34   | 1914 | Suite du quatorzième siècle | Internet Archive |
| 35   | 1921 | Suite du quatorzième siècle | Internet Archive |
| 36   | 1927 | Suite du quatorzième siècle | Internet Archive |
| 37   | 1938 | Suite du quatorzième siècle | Internet Archive |
| 38   | 1949 | Suite du quatorzième siècle | Internet Archive |
| 39   | 1962 | Suite du quatorzième siècle | Internet Archive |
| 40   | 1974 | Suite du quatorzième siècle |                  |
| 41   | 1981 | Suite du quatorzième siècle | Internet Archive |
| 42/1 | 1995 | Suite du quatorzième siècle: Z. Kaluza: Nicolas d'Autrécourt |                  |
| 42/2 | 2002 | Contributions de Christian Ménage, Christine Gadrat, Marion Schnerb-Lièvre, Maryvonne Spiesser et Alain Dufour |                  |
| 43/1 | 2005 | Contributions d'Emmanuel Poulle, Jeannine Quillet, Hélène Biu, Maryvonne Spiesser et Franck Collard |                  |
| 43/2 | 2014 | Contributions de Louis Faivre d'Arcier, Cédric Giraud, Amandine Postec, Stéphanie Aubert et Claire Martin |                  |
| 44   | 2015 | Contribution d'Hanne Lange: Odon de Morimond (1116-1161), prieur de Morimond, abbé de Beaupré en Lorraine (?-1156), abbé de Morimond (1156-1161). Thèmes et structures de son oeuvre. Traités sur la symbolique des nombres. Sermons |                  |
| 45   | 2016 | Contribution d'E. Arioli: Ségurant ou le Chevalier au Dragon : roman arthurien inédit (XIIIe-XVe s.) |                  |

### Index
| Band     | Jahr | Titel                                                                                         | Digitalisat      |
| -------- | ---- | --------------------------------------------------------------------------------------------- | ---------------- |
| [15 bis] | 1875 | Table générale par ordre alphabétique des matières contenues dans les quinze premiers volumes | Internet Archive |
| [43 bis] | 2008 | Index des t. XVI à XLI, par Emmanuel Poulle                                                   |                  |